# Gare de Commercy
La gare de Commercy est une gare ferroviaire française de la ligne de Noisy-le-Sec à Strasbourg-Ville (Paris - Strasbourg), située à proximité du centre-ville de Commercy, sous-préfecture du département de la Meuse, en région Grand Est.
Elle est mise en service en 1851 par la Compagnie du chemin de fer de Paris à Strasbourg, qui devient la Compagnie des chemins de fer de l'Est en 1854. C'est une gare de la Société nationale des chemins de fer français (SNCF), desservie par des trains TER Grand Est.

## Situation ferroviaire
Établie à 232 m d'altitude, la gare de Commercy est située au point kilométrique (PK) 294,011 de la ligne de Noisy-le-Sec à Strasbourg-Ville, entre les gares ouvertes de Nançois - Tronville et de Pagny-sur-Meuse.

## Histoire
La station de Commercy est mise en service le 15 novembre 1851 par la Compagnie du chemin de fer de Paris à Strasbourg, lorsqu'elle ouvre à l'exploitation la section de Bar-le-Duc à Commercy de sa ligne de Paris à Strasbourg. La section suivante, de Commercy à Frouard, est ouverte le 19 juin 1852.
Le bâtiment voyageurs, de style néoclassique, est typique des gares construites par la Compagnie du chemin de fer de Paris à Strasbourg ; il correspond au type 5 dans la classification de la Compagnie des chemins de fer de l'Est. Il dispose de deux ailes, de deux et trois travées, de part et d'autre du corps central, ce qui suggère un agrandissement après sa construction, étant donné que les gares de type 5 étaient des bâtiments symétriques.

Photos de la gare, au début du XXe siècle
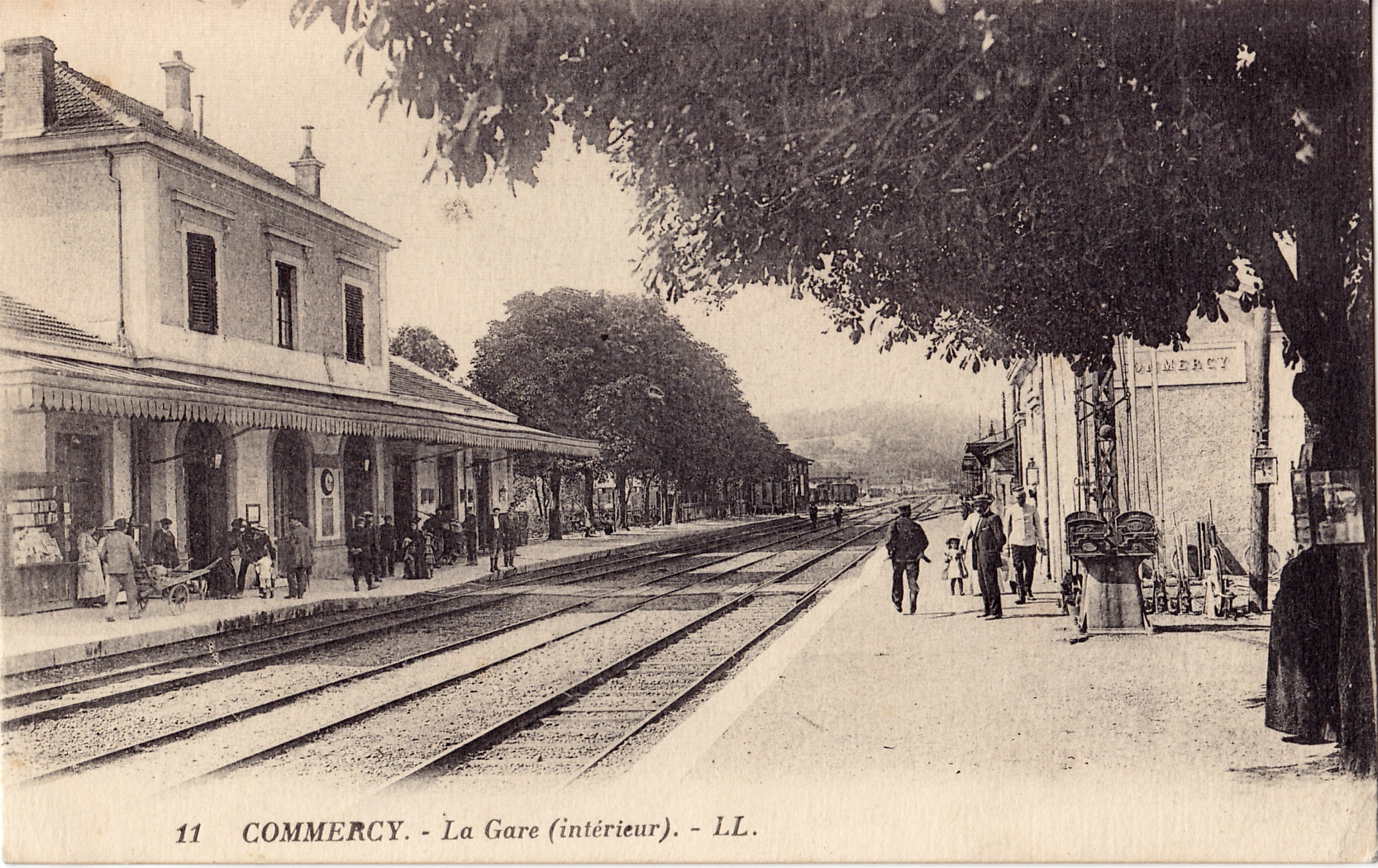
Vue sur les quais.
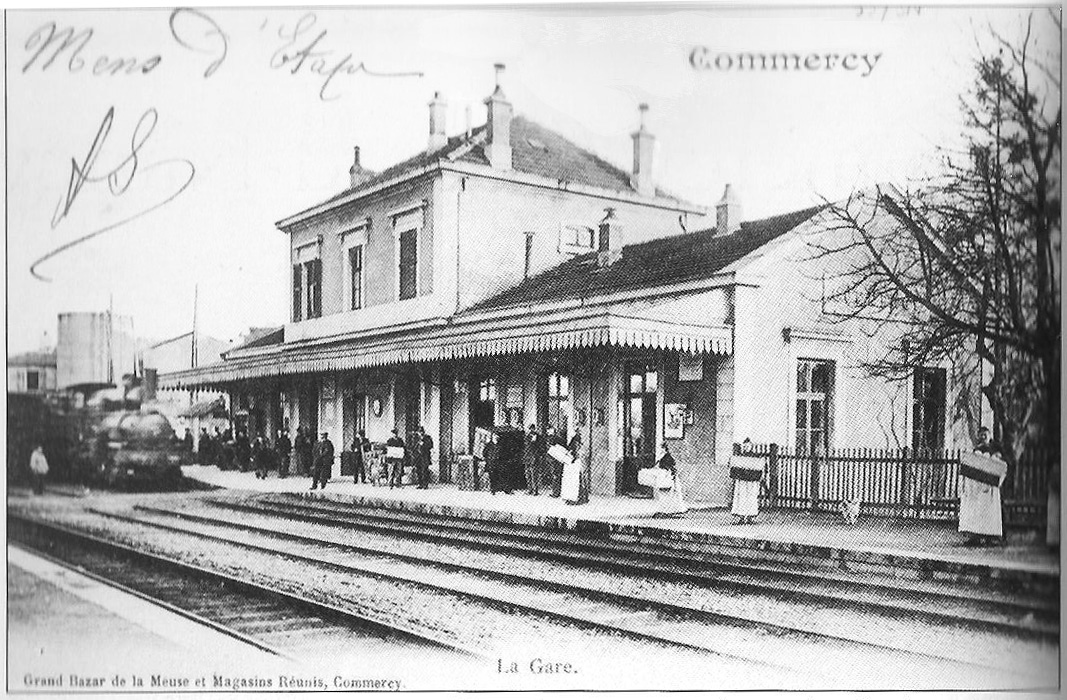
Vendeuses de madeleines, spécialité de Commercy, avec leurs grands paniers en osier.
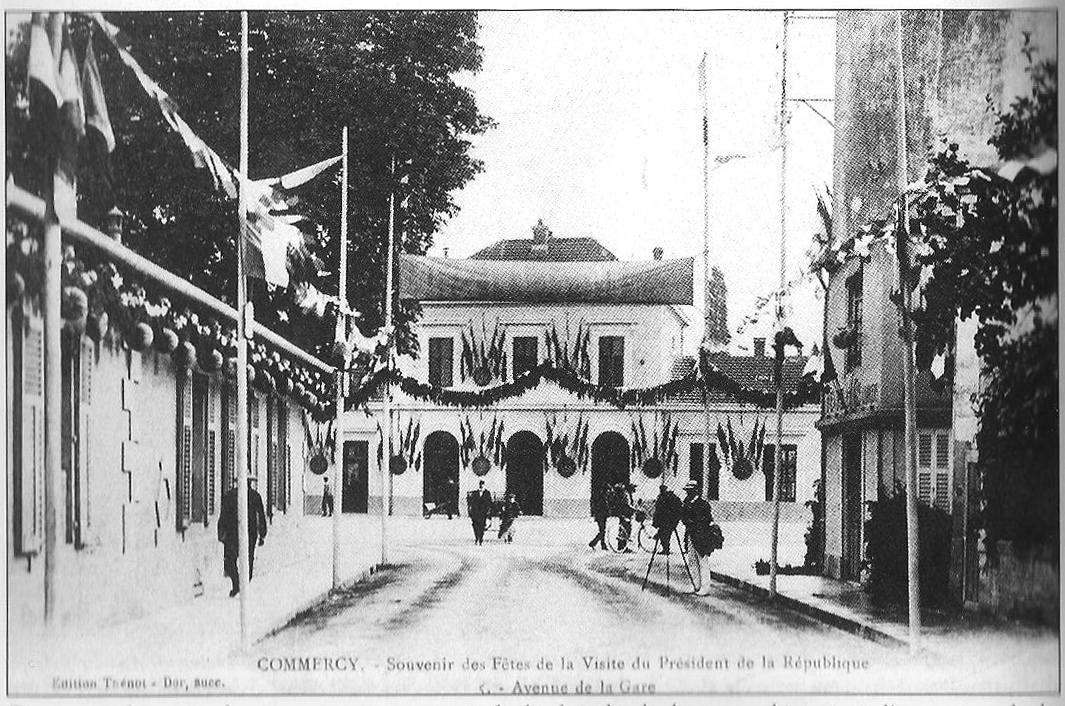
Façade pavoisée pour la visite du président de la République, probablement Poincaré, arrivé par train le 18 août 1913[4],[5].

### De la suppression du TGV à la création d'un TER
La gare est desservie par cinq aller-retours en train Corail vers Paris jusqu'au 10 juin 2007 et la mise en service de la LGV Est européenne ; après cette date, la desserte directe entre la ville et la capitale est supprimée. À partir du 28 avril 2008, Commercy est à nouveau desservie par un aller-retour quotidien vers Paris assuré en TGV, qui est la prolongation d'un aller-retour Paris – Bar-le-Duc. Cet arrêt est subventionné par les collectivités locales (conseil régional, département et commune).
En août 2009, la SNCF annonce son intention d'arrêter cette desserte en 2010. En effet, la liaison est expérimentale pour deux ans et le quota journalier de 30 voyageurs n'est pas atteint, avec une moyenne de 15 par jour. L'arrêt est subventionné à hauteur de 350 000 euros par an. Pour que la relation reste rentable, la compagnie ferroviaire réclame 440 000 euros par an. Le TGV part très tôt le matin (5 h 52) et les élus voudraient le faire partir plus tard. La gare n'offrant pas possibilité de garer la rame pour la nuit, elle doit aller à vide jusqu'à Nancy et attendre le lendemain pour revenir, toujours à vide, à Commercy. Un arrêt à Toul (entre la ville et Nancy) pourrait être envisagé pour améliorer le taux de remplissage du TGV mais, pour cela, la SNCF réclame 120 000 euros de subvention supplémentaire. Le maire de la ville dénonce l'opacité du mode de calcul de la SNCF, proteste contre l'enclavement de sa commune et, d'après lui, « les gens se sont habitués à se rendre à la gare ». Une réunion est alors prévue en septembre 2009 entre la SNCF et les élus locaux, pour discuter des suites de la desserte de la ville. Cette réunion, qui se déroule le 8 septembre, ne permet pas de revenir sur la suppression de ce service. En remplacement, une navette par autocar, permettant de relier la commune à la gare de Meuse TGV avec un arrêt à Saint-Mihiel, a été mise en service. Ce dispositif, d'un coût de 320 000 euros pris en charge par le conseil régional de Lorraine et par la communauté de communes du Pays de Commercy, est entré en service quand le TGV a cessé de desservir la ville le 5 avril 2010.
En 2018, après des hésitations quant à la possibilité de desservir Commercy pour des raisons de sécurité des voyageurs lors de l'arrêt du train (avec du matériel Corail et des quais en courbe, la présence de personnel est nécessaire), une liaison ferroviaire directe avec Paris est restaurée le 10 décembre (nouveau TER Strasbourg – Sarrebourg – Nancy – Bar-le-Duc – Paris, circulant au rythme de deux aller-retours chaque jour ouvré).

## Fréquentation
De 2015 à 2024, selon les estimations de la SNCF, la fréquentation annuelle de la gare s'élève aux nombres indiqués dans le tableau ci-dessous.
| Année                      | 2015    | 2016    | 2017    | 2018    | 2019    | 2020    | 2021    | 2022    | 2023    | 2024    |
| -------------------------- | ------- | ------- | ------- | ------- | ------- | ------- | ------- | ------- | ------- | ------- |
| Voyageurs                  | 168 732 | 160 004 | 176 049 | 171 608 | 182 731 | 118 368 | 155 389 | 212 829 | 276 194 | 265 631 |
| Voyageurs et non voyageurs | 210 915 | 200 006 | 220 061 | 214 510 | 228 414 | 148 298 | 194 237 | 266 036 | 345 242 | 332 039 |

## Service des voyageurs

### Accueil
Gare SNCF, elle dispose d'un bâtiment voyageurs, avec guichet, ouvert tous les jours. Elle est équipée d'automates pour l'achat de titres de transport. Gare disposant du service « Accès TER », elle propose des aménagements, équipements et dispositifs pour les personnes à la mobilité réduite.

### Desserte

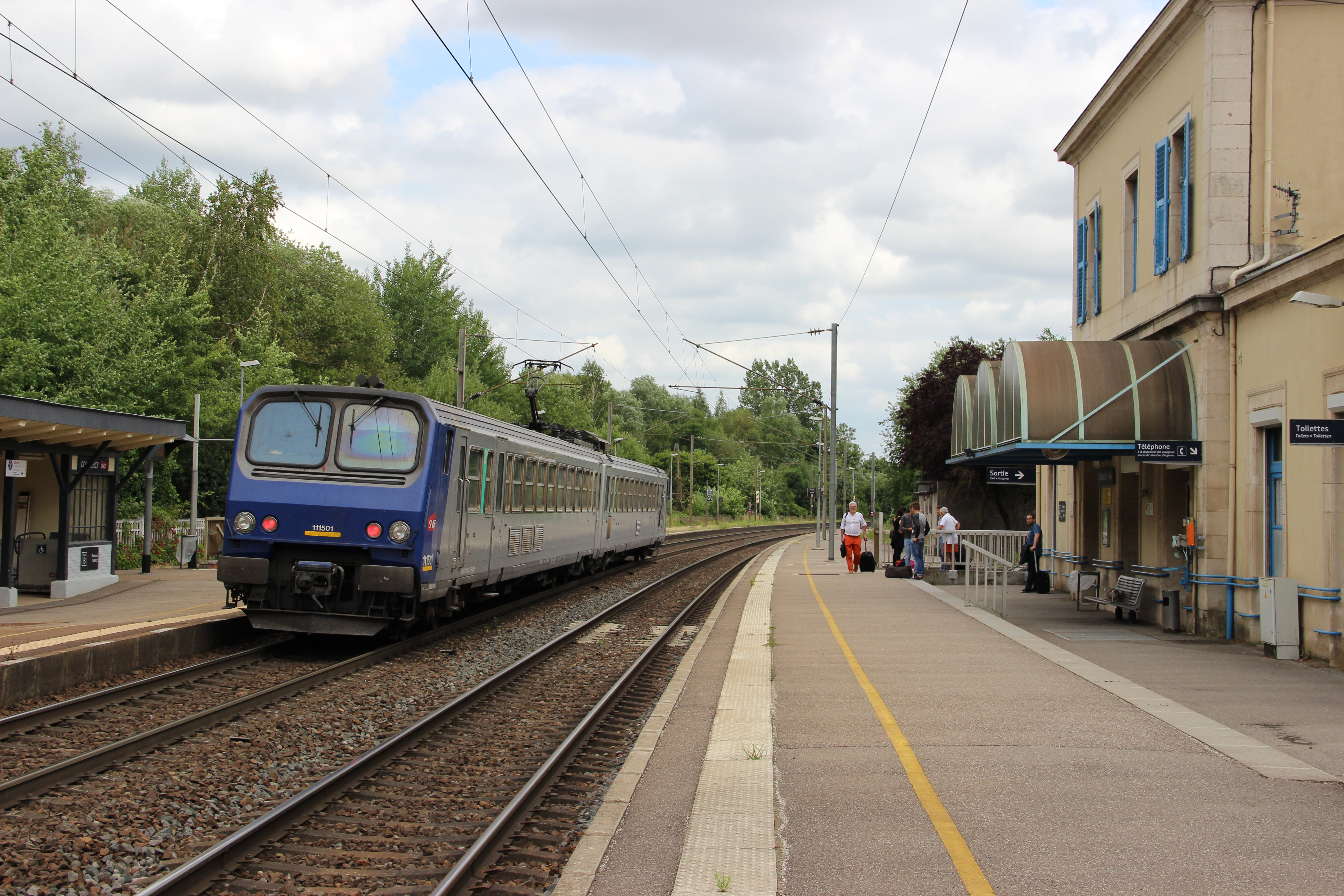
Un TER (Z 11500) en gare.

Commercy est desservie par des trains TER Grand Est, qui effectuent des missions entre les gares : de Strasbourg-Ville et de Paris-Est ; de Nancy-Ville et de Bar-le-Duc ; de Nancy-Ville et de Reims, ou d'Épernay, ou de Châlons-en-Champagne ou de Revigny.

### Intermodalité
Un parking est aménagé devant le bâtiment voyageurs. Une navette routière assure une liaison avec la gare de Meuse TGV.

## Service des marchandises
La gare de Commercy est ouverte au service du fret.